# New Classics Media
New Classics Media (新丽传媒 en chino) es una compañía mediática china de entretenimiento establecido el 7 de febrero de 2007 con el propósito de producir películas y series de televisión fundado por Huayi Cao. El 13 de agosto de 2018, la empresa china Tencent adquirío la compañía filmíca por 2,250 millones de dólares, convirtiéndose en la mayor empresa de producción y desarrollo de largometrajes y series televisivos en China. En el mismo año New Classics Media empezaría a producir contenido en exclusiva para la plataforma china Tencent Video.

## Producciones
| Año  | Título en Íngles                | Notas |
| ---- | ------------------------------- | ----- |
| 2012 | Beijing Love Story              |       |
| 2015 | Tiger Mom                       |       |
| 2016 | The Imperial Doctress           |       |
| 2016 | Yu Zui                          |       |
| 2016 | Rookie Agent Rouge              |       |
| 2017 | White Deer Plain                |       |
| 2017 | The First Half of My Life       |       |
| 2017 | Rule the World                  |       |
| 2018 | The Evolution of Our Love       |       |
| 2018 | Ruyi's Royal Love in the Palace |       |
| 2018 | Battle Through the Heavens      |       |
| 2019 | Fall in Love at First Kiss      |       |
| 2019 | Jade Dynasty                    |       |
| 2019 | Joy of Life                     |       |
| 2019 | The Wolf                        |       |
| 2020 | Soul Land                       |       |
| 2020 | Awakening of Insects            |       |
| 2020 | The Deer and the Cauldron       |       |
| 2020 | City of Desire                  |       |
| 2020 | My Best Friend's Story          |       |
| 2021 | The Rebel                       |       |